# Mongols motorcycle club
Mongols Motorcycle Club, også kaldet Mongol Nation eller Mongol Brotherhood, er angiveligt også et organiseret kriminelt syndikat. Gruppens hovedkvarter ligger i det sydlige californien, men lå oprindeligt (i slutningen af 1960'erne) i Montebello, Californien. Myndighederne fastslår, at det har 500 til 600 fuldgyldige medlemmer. The Mongols' tilstedeværelse er primært centreret i detsydlige californien, med afdelinger i 14 stater, såvel som internationale afdelinger i 13 andre lande. Banden, består primært af tidligere medlemmer af bander i Los Angeles.

## Konfrontationer
Mongols medlemmer har haft langvarige konfrontationer med myndighederne på områder som narkohandel (især metamfetamin), hvidvaskning af penge, røveri, afpresning, skydevåben krænkelser, mord og overfald, blandt andre forbrydelser. Mongols har også været i krig med rockergruppen Hells Angels. 
Mongols MC's Motto er "Respect Few Fear None"